# Divadlo ABC
Divadlo ABC je činoherní divadlo patřící pod Městská divadla pražská. Nachází se v Praze 1 na Novém Městě v Paláci U Nováků.

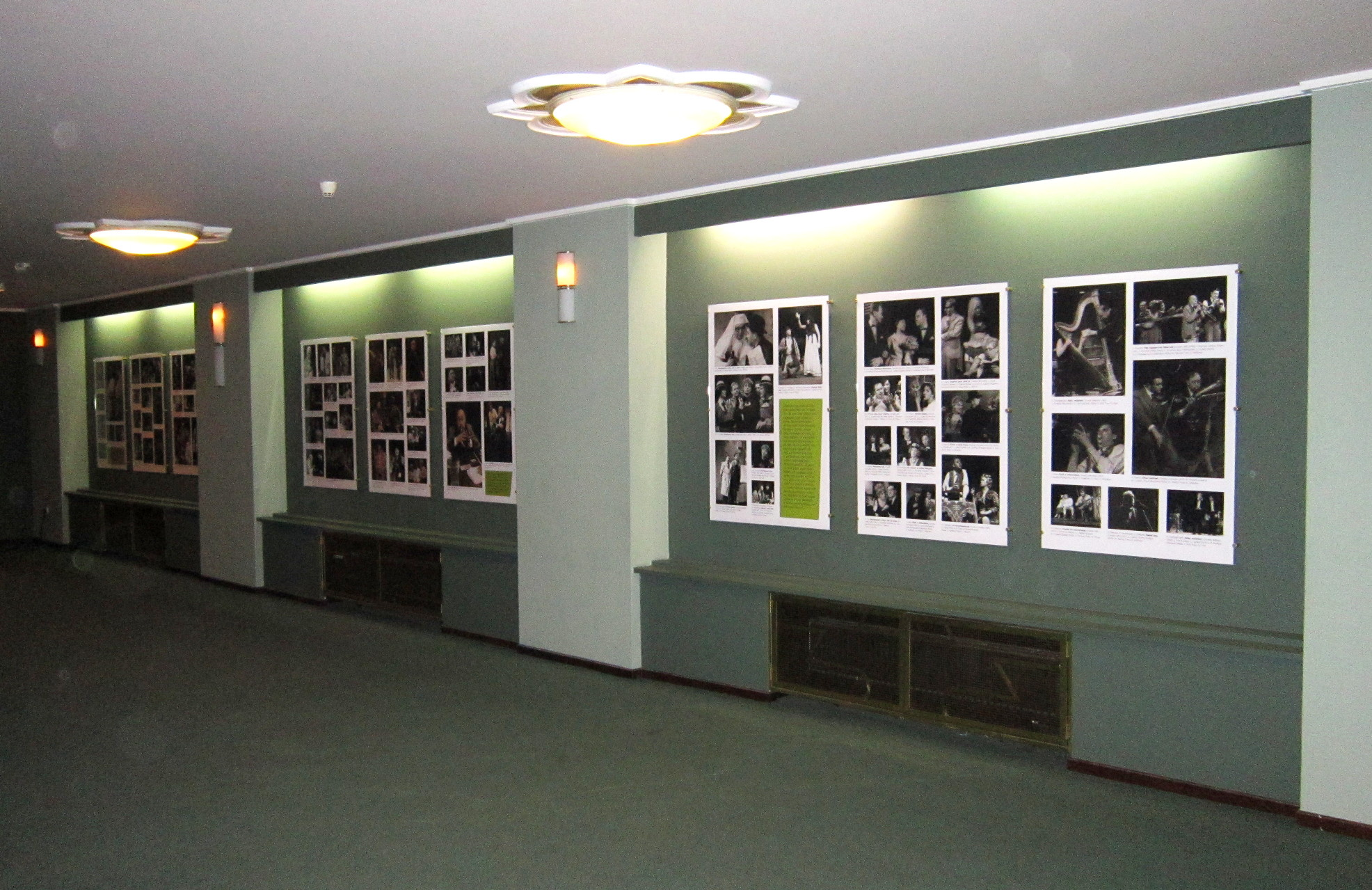
Foyer divadla, březen 2013

## Historie Divadla ABC
- Od roku 1929 zde našlo útočiště, až do ukončení činnosti v roce 1938, Osvobozené divadlo V+W. Jejich první zdejší inscenací byla hra Líčení se odročuje, která měla premiéru 19. října 1929.[1] Divadlo zde působilo (s přestávkou, kdy změnilo název na Spoutané divadlo a vystupovalo v Rokoku) až do ukončení činnosti v roce 1938.
- Od roku 1938 do roku 1944 (kdy byla česká divadla uzavřena) zde mělo sídlo Divadlo U Nováků[2] nazývané také Divadlo Járy Kohouta [3], nebo Divadlo Járy Kohouta U Nováků [4]
- Po válce, od roku 1951 zde působily Pražské estrády – divadla na pomezí revue, kabaretu a sólového cirkusu provozované ČS. cirkusy, varieté a lunaparky.
- V sezoně 1955/56 se tu usadilo Divadlo satiry, v němž začínaly budoucí hvězdy Divadla ABC jako Stella Zázvorková, Jaroslava Adamová nebo Květa Fialová.
- V letech 1955/61 vedl divadlo Jan Werich, který se pokusil navázat na tradici někdejšího Osvobozeného divadla. Jeho zástupcem a zároveň novým jevištním partnerem byl Miroslav Horníček. V té době byly uvedeny např. inscenace Limonádový Joe či Caesar. V roce 1957 byla na zdejším jevišti uvedena slavná hra z éry Osvobozeného divadla Balada z hadrů. Vzhledem k politické situaci a zároveň zdravotním problémům se Jan Werich vzdal v roce 1960 vedení, jeho místo nakrátko zaujal Miroslav Horníček, který v té době vytvořil novou komickou dvojici s Milošem Kopeckým.
- V sezoně 1960/61 nastoupil nový umělecký ředitel J. Jahn a koncem roku 1961 z divadla odešel Miroslav Horníček. Poslední inscenací tehdejšího ABC byl Kiltyho Drahý lhář (1962) v režii Oty Ornesta.

## Vznik Městských divadel pražských
Po skončení sezony 1961/62 bylo ABC jako samostatný subjekt zrušeno a celý soubor a působiště převzala Městská divadla pražská. Do MDP přešli i mnozí herci z předchozího souboru, pozdější hvězdy tzv. Ornestina (např. Jaroslava Adamová, Jiřina Bohdalová, Květa Fialová, Nataša Gollová, Alena Vránová, Stella Zázvorková, Stanislav Fišer, Lubomír Kostelka, Otto Lackovič, Felix le Breux, Rudolf Pellar, Josef Zíma) a také balet pod vedením J. Koníčka. Repertoár ABC tvořil protiklad proti více intelektuálním scénám Městských divadel pražských zaměřením na nejširší divácké vrstvy. Byl vyhrazen převážně bulvárním hrám a muzikálům. V 60. letech dostal soubor nové herecké posily (mj. Petr Kostka, Ota Sklenčka, Libuše Švormová, Vlastimil Hašek, Jana Drbohlavová, František Němec, Dana Syslová, Ladislav Trojan, Carmen Mayerová, Jan Libíček, Jana Šulcová, Viktor Preiss, Václav Postránecký) a režiséry Ladislava Vymětala, Ivana Weisse a Františka Mišku.

## Éra Oty Ornesta
Do roku 1972 se tu pod vedením Oty Ornesta dodržovaly dvě základní dramaturgické linie – bulvární (nejoblíbenější titul Charleyova teta) a umělecká (Sartre, Williams). Z českého repertoáru se tu hrály hry Oldřicha Daňka, Vratislava Blažka a Otty Zelenky. Inscenace byly zaměřeny na herecké osobnosti, kterými soubor disponoval a pro které se jednotlivé tituly vybíraly.

## Období 1972–1990
V letech 1972–1990 soubor vedl Lubomír Poživil. V repertoáru převládaly bulvární komedie a detektivky, ale objevovaly se též muzikály a současná sovětská dramatika. V divadle hostoval Miroslav Horníček, který tu ve své režii uvedl několik svých her. V průběhu té doby se objevila též zajímavá zpracování klasických titulů (autorské pojetí režie K. Kříže). Koncepci inteligentního zábavného divadla potvrdil i repertoár po roce 1990 – byli uvedeni Černí baroni (1990) a Dumasovi Tři mušketýři (1991).
V letech 1991–93 byl uměleckým šéfem Miloš Horanský a na repertoáru dominovala klasická komedie (Wilde, Shakespeare, Gozzi).
V letech 1994–2006 za uměleckého šéfování Milana Schejbala v repertoáru dominoval hudebně-dramatický žánr a také bulvární hry. V té době přišli opět noví lidé, z nichž někteří jsou v souboru dodnes.

## Sjednocení divadel ABC a Rokoko
V roce 2006 se stal ředitelem Městských divadel pražských režisér Ondřej Zajíc, který spolu s uměleckým šéfem (společným pro divadlo ABC  i divadlo Rokoko) Petrem Svojtkou usiloval o obnovu Městských divadel pražských po vzoru tzv. Ornestina – éry ředitele Oty Ornesta. Režijní práci zde odvedli Peter Gábor (Anna Karenina, Vše o mé matce), Miroslav Hanuš (Šakalí léta, Drž mě pevně, miluj mě zlehka), Ondřej Zajíc (Mahábhárata, August August, august) i Petr Svojtka (Všechno na zahradě, Na miskách vah) a Pavel Khek (Markéta Lazarová, Evžen Oněgin). Na jeviště ABC  se v době jejich působení vrátilo klasické drama, literární a filmové adaptace a v neposlední řadě i původní autorská hudební komedie z dílny Jiřího Janků a Petra Svojtky.
Od 1. ledna 2018 se novým ředitelem Městských divadel pražských stal dramaturg Daniel Přibyl, podle jehož koncepce bude ABC místem převážně pravidelné dramaturgie, repertoár vytvoří skladba titulů světové i české dramatiky, adaptace literárních děl, v menší míře hudební tituly. Dosavadní obecně formulované dramaturgické linie nahradí jasně pojmenované inscenační cykly.